# Murina pluvialis
Murina pluvialis és una espècie de ratpenat de la família dels vespertiliònids. És endèmic de l'Índia. S'alimenta d'insectes. És un ratpenat de petites dimensions, amb una llargada de cap a gropa de 44 mm, la cua de 34 mm, els peus de 6,5 mm i les orelles de 16 mm. Com que fou descoberta fa poc, l'estat de conservació d'aquesta espècie encara no ha estat avaluat formalment.